# François Gouffier
Pour les articles homonymes, voir Gouffier.
François Gouffier, dit le Jeune pour le distinguer de son frère aîné et de son frère cadet homonymes, est fils de Guillaume Gouffier de Bonnivet, amiral de France, et de Louise de Crèvecœur.

## Biographie
François Gouffier (1518-1594) est seigneur de Crèvecœur, Bonnivet, Thoix/Thais, marquis de(s) Deffends (probablement à Dissay), etc. Il participe à de nombreux sièges et batailles des guerres d'Italie (Hesdin, Coni, Perpignan, Landrecies, Cérisoles (1544), Metz, Renty, Saint-Quentin), et de religion (Dreux (1562), Saint-Denis (1567). Il est alors nommé chevalier de l'Ordre de Saint-Michel.
En 1577, il est nommé lieutenant général en Picardie et conserve cette charge jusqu'en 1586, date à laquelle il se voit promettre la prochaine charge vacante de maréchal de France. Il ne fut finalement jamais promu à un quelconque office de maréchal de France.
Il appartient à la première promotion des chevaliers de l'Ordre du Saint-Esprit le 31 décembre 1578.
Il décède le 24 avril 1594 à la chapelle Saint-Eloi de Villers-Hélon - Aisne, ayant eu de nombreux enfants de sa femme Anne de Carnazet de Brazeux (1522-1595 ; fille d'Antoine de Carnazet seigneur de Brazeux, et de Marguerite de Brillac), épousée le 10 février 1544, dont :
- Henri de Goufier (1547-1589), fils aîné, souche des marquis de Bonnivet et de(s) Deffends par son mariage en 1576 avec Jeanne de Bocholt dame de Thiennes et Calonne
- Timoléon Ier de Goufier (1558-† 1614), fils cadet, époux en 1578 d'Anne de Lannoy de Morvilliers :
  - souche des Gouffier de Thais de Morvilliers par leur fils aîné François de Gouffier, † av. 1618, marié en 1605 à Jeanne d'Ausse
  - et souche des Gouffier de Brazeux et d'Heilly par le mariage en 1621 de leur fils cadet Charles-Antoine de Goufier († 1653/1654, marquis de Braseux/Brazeux à Valgrand = Vert-le-Grand) avec Françoise de Pisseleu d'Heilly, arrière-petite-nièce de la duchesse d'Etampes et fille de Léonor d'Heilly et Marie de Gondi (de la branche lyonnaise des Gondi)
- Charles-Maximilien de Goufier (1561-1588), fils benjamin, souche des marquis d'Espagny par son mariage en 1582 avec Marguerite d'Hodicq dame de Courteville : leur fils héritier René Gouffier (vers 1586-1670 ; maréchal de camp, lieutenant-général) épouse sa cousine germaine Catherine Goufier, † 1651, fille de Timoléon et d'Anne de Lannoy
- Claude (1548-ap. 1592), x 1562 Antoine d'Halluin, cousin issu de germain du duc Charles
- Françoise (1560-1621), x 2° 1582 Adrien de Boufflers de Cagny
- Anne de Goufier (1565-1591) est la 1re femme en janvier 1591 de Nicolas d'Amerval, sire de Liancourt, Cerfontaines, Mézières et d'Amerval, baron de Benais (Postérité), qui devient dès le 8 juin 1592 le mari complaisant de Gabrielle d'Estrées.

## Armoiries
| Figure | Nom du prince et blasonnement |
| ------ | --- |
|        | Écartelé : aux I et IV d'or à 3 jumelles de sable posées en fasce (Gouffier), aux II et III de sable d'or à la croix de gueules cantonnée de seize alérions d'azur ordonnés 2 et 2 (Montmorency), sur le tout de gueules aux trois chevrons d'or (Crèvecœur). |

## Sources
- Dictionnaire de la noblesse, contenant les généalogies, l'histoire & la chronologie des familles nobles de France, l'explication de leur armes, & l'état des grandes terres du royaume ... De François Alexandre Aubert de La Chesnaye-Desbois, Badier Publié par La veuve Duchesne, 1774